# Joseph Pholien
Joseph Pholien (28 de dezembro de 1884 — 4 de janeiro de 1968) foi um político da Bélgica. Ocupou o lugar de primeiro-ministro da Bélgica (ou Ministro-Presidente) de 15 de Agosto de 1950 a 15 de Janeiro de 1952.
Foi membro do PSC-CVP. Ele nasceu em Liège e se ofereceu para servir no exército belga durante a Primeira Guerra Mundial, sendo comissionado como primeiro-tenente. Ele foi Ministro da Justiça de Paul-Henri Spaak de maio de 1938 a fevereiro de 1939 e foi o 37º Primeiro-Ministro da Bélgica de 16 de agosto de 1950 a 15 de janeiro de 1952. Em 1966, ele se tornou Ministro de Estado.
Seu mandato como primeiro-ministro é notável por testemunhar a saída do Comando das Nações Unidas da Bélgica (BUNC) para lutar na Guerra da Coréia (1950-1953).
Ele foi o último primeiro-ministro democrata-cristão da Valônia.